# Đakovo

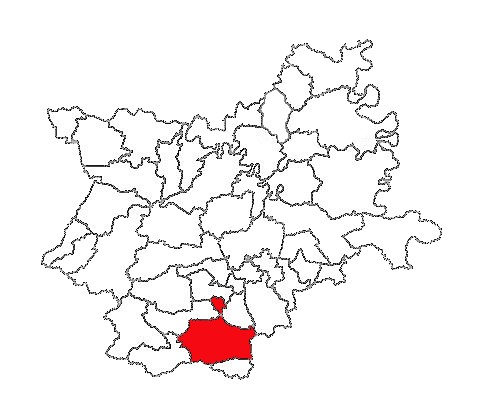
Lage der Stadt Đakovo in der Gespanschaft Osijek-Baranja

Đakovo [ˈdʑakɔʋɔ], sprich stimmhaft Dschàkowo (ungarisch Diakovár, deutsch Diakowar), ist eine Stadt in Kroatien. Sie liegt im Osten der historischen Region Slawonien und hat 27.745 Einwohner (Volkszählung von 2011), überwiegend Kroaten. Die Stadt ist Sitz des katholischen Erzbistums Đakovo-Osijek.

## Stadtgliederung
Laut der letzten Volkszählung von 2021 hatten alle Ortschaften der Gemeinde Đakovo zusammen 23577 Einwohner.
- Budrovci – 1107
- Đakovo – 16875
- Đurđanci – 370
- Ivanovci Đakovački – 503
- Kuševac – 897
- Novi Perkovci – 180
- Piškorevci – 1434
- Selci Đakovački – 1412
- Široko Polje – 799

## Namensherkunft
Anmerkung: kroatisch đak, ungarisch diák, deutsch „Schüler, Student“ (daher womöglich auch der Stadtname). Ebenso kroatisch đakon, deutsch „Diakon“.

## Geographie
Đakovo befindet sich im Nordosten von Kroatien und ist etwa 51 Kilometer südwestlich von Osijek entfernt. Die Staatsgrenze von Bosnien und Herzegowina liegt etwa 30 Kilometer südlich der Stadt und ist mit der kroatischen Autobahn A5 erreichbar.

## Geschichte

### Frühgeschichte

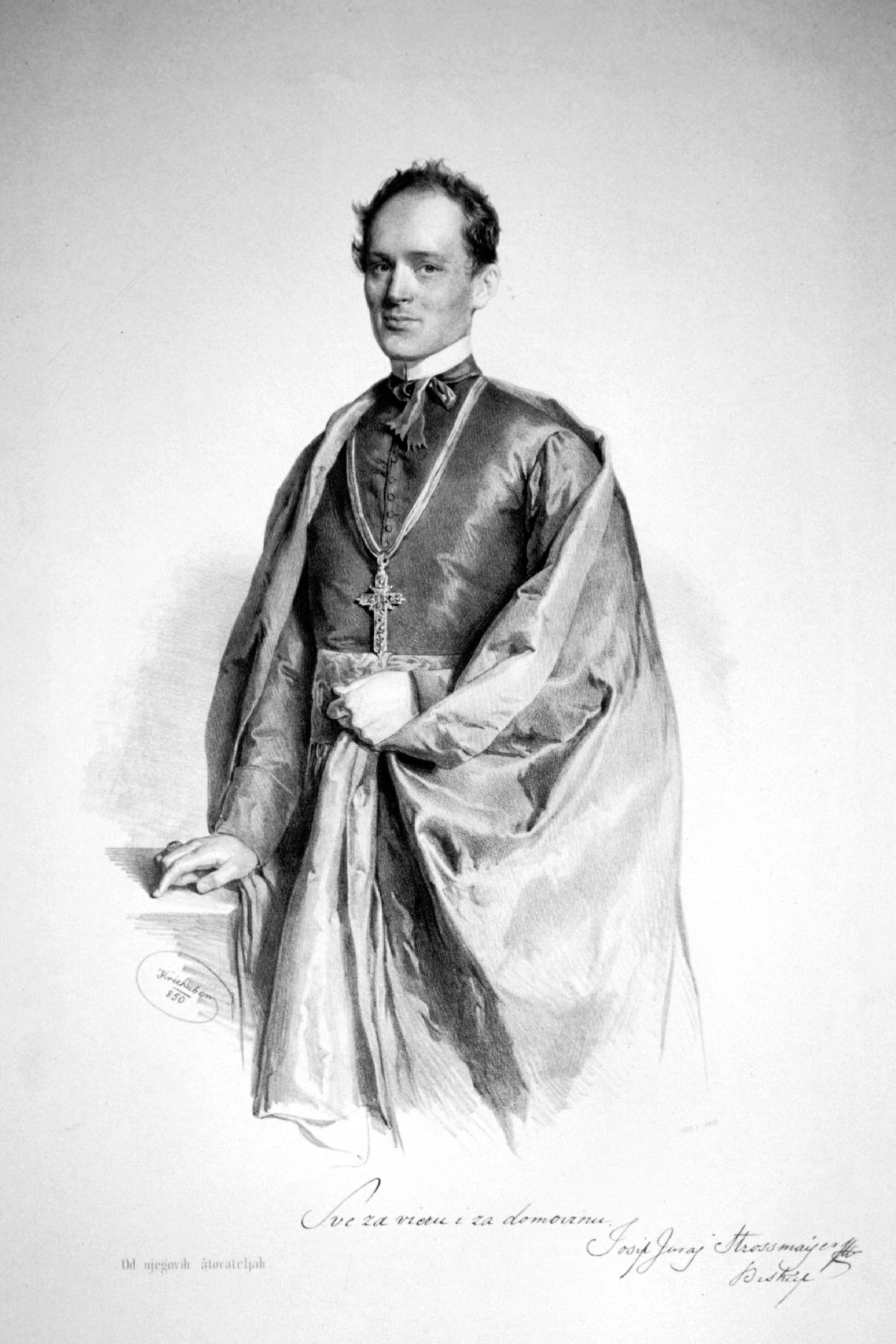
Lithographie von Josip Juraj Strossmayer

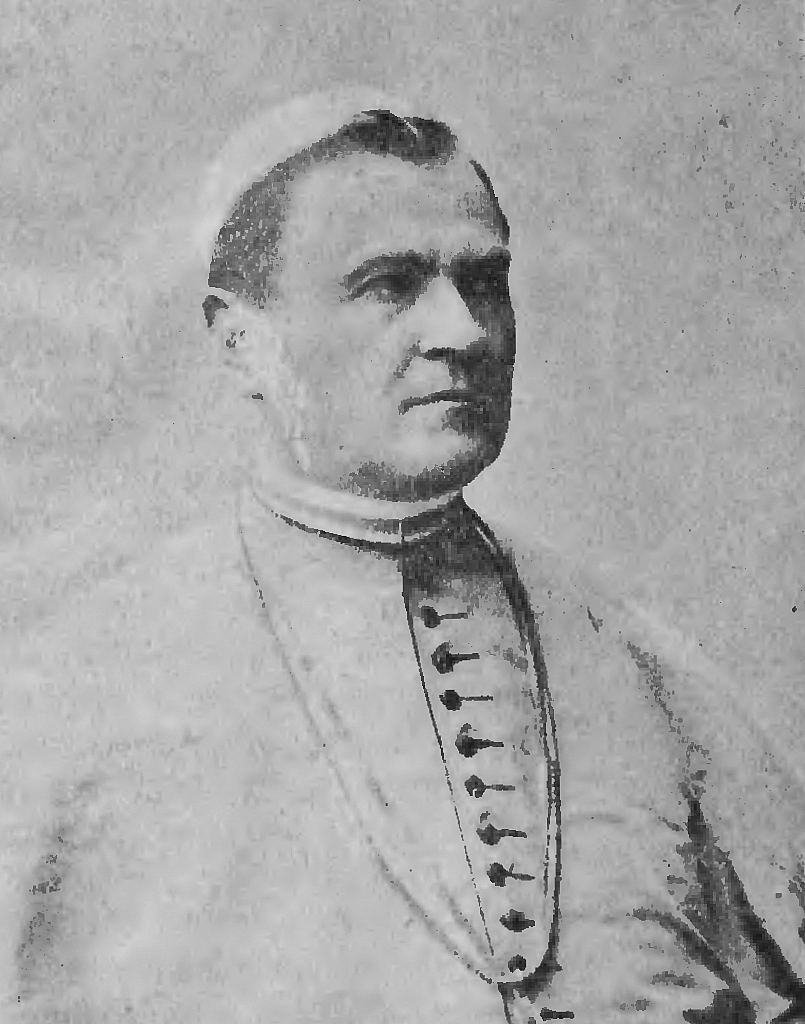
Ivan Krapac (1910)

Die nähere Umgebung von Đakovo war bereits in der Jungsteinzeit und Bronzezeit zwischen 5300 und 800 v. Chr. durch Menschen besiedelt. Im Jahr 1979 wurde in der Nähe der Stadt auf einer natürlichen Anhöhe ein Skelett sowie Keramikfragmente aus dieser Zeit entdeckt. Bei weiteren Ausgrabungen an dieser archäologischen Stätte fand man noch mehr Keramik sowie ein Bronzearmband, das sich heute im Museum von Đakovo befindet. Des Weiteren fand man an einer anderen Ausgrabungsstätte eine Siedlung sowie ein ländliches Anwesen, bei denen Geldmünzen geborgen wurden, die aus dem 3. und 4. Jahrhundert stammen. Ebenso wurde im Jahr 1991 die Existenz eines kleineren Sakralbaus aus dem 16. und 17. Jahrhunderts an diesem Fundort nachgewiesen.

### Mittelalter
Đakovo wird das erste Mal 1239 urkundlich erwähnt, in der Schenkungsurkunde des Fürsten Koloman von Halicz (Sohn König Andreas II. von Ungarn) an den bosnischen Bischof Ponsa, worin die Bischöfe als Herrscher von Đakovo erklärt werden. Đakovo gilt heute auch als bekannte Bischofsstadt und ist Sitz des katholischen Erzbistums Đakovo-Osijek. Die Stadt wird in einigen Perioden seiner Geschichte unter verschiedenen Namen erwähnt: Dyaco, Dyacou, Deako, Dyakon, Dyakov und nach der Herrschaft der Türken als Diakovár.
Als Gründungsjahr wird das Jahr 1506 angesehen, als es zum ersten Mal erwähnt wird.
1536 besetzten die Türken die Stadt und herrschten fast 150 Jahre lang. Während der Besatzung durch das Osmanische Reich wurde damals die Stadt in Jakova umbenannt. Viele katholische Kirchen wurden zerstört und es wurden Moscheen gebaut. Die bekannteste unter ihnen ist die Ibrahim-Pascha-Moschee, die nach dem Abzug der Türken in eine Kirche umgewandelt wurde. 1690 kehrte der Bischof in die Stadt zurück und der sogenannte Wiederaufbau der Stadt begann. Auch andere Bischöfe haben in der Stadt viele Spuren ihrer Arbeit hinterlassen. Bischof Patačić hat 1706 das Lipizzaner-Gestüt wiederhergestellt, und Bischof Mandić eröffnete die älteste Hochschuleinrichtung in Slawonien und Baranja, das Priesterseminar. Đakovo war auch Mittelpunkt der vereinigten Erzdiözese von Bosnien, Đakovo und Syrmien, welche die ganze Landschaft in Nordostkroatien umfasste.

### Frühneuzeit
Seit Anfang des 18. Jahrhunderts gehörte die Stadt zum Komitat Virovititz. Die Ernennung von Josip Juraj Strossmayer zum Bischof 1849 hat enorm zur Entwicklung der Stadt beigetragen. Der Grundbesitz des Erzbistums bildete sich zu einer musterhaften Landwirtschaft mit beträchtlichem Einkommen aus. Diese ermöglichte dem Bischof viele Unternehmungen in Kroatien und verlieh Đakovo mit einer neuen Kathedrale sowie zahlreichen Kirch- und Wirtschaftsgebäuden ein neues Gesicht. Am Ende des Ersten Weltkrieges im Jahr 1918 wurde die Region ein Teil der Gespanschaft Virovitica des neu entstandenen Staates der Slowenen, Kroaten und Serben. Kurze Zeit später gehörte Đakovo zum Königreich Jugoslawien.

### Neuzeit
Im Zweiten Weltkrieg bestand hier das KZ Đakovo. Heute befindet sich in der Stadt ein Lagerfriedhof des KZ Đakovo, das heute als Gedenkstätte für die Ustascha-Opfer dient. Nach dem Krieg folgte dann die Eingliederung in die SFR Jugoslawien.

## Politik

### Kommunalwahlen
Bei der Wahl des Gemeinderates vom 16. Mai 2021 waren 23.407 Bürgerinnen und Bürger in Đakovo wahlberechtigt, wovon 9.746 Menschen ihr Wahlrecht nutzten. Dabei gab es insgesamt 9.450 (96,96 %) gültige und 296 (3,04 %) ungültige Stimmen. Bei einer Wahlbeteiligung von 41,63 % kam es zu folgendem Ergebnis:
| Parteien und Wählergemeinschaften | Parteien und Wählergemeinschaften      | % 2021 | Stimmen 2021 | Sitze 2021 |
| HDZ                               | Hrvatska demokratska zajednica         | 38,5   | 3634         | 9          |
| Koalition                         | Domovinski pokret/HSP/HSS/HSS-DHSS/HNS | 20,8   | 1966         | 4          |
| SDP                               | SDP                                    | 11,4   | 1076         | 2          |
| MOST                              | Most nezavisnih lista                  | 9,1    | 863          | 2          |
| MLADI ĐAKOVO                      | Mladi Đakovo                           | 8,5    | 801          | 2          |
| KANDIDACIJSKA LISTA GRUPE BIRAČA  | Kandidacijska lista grupe Birača       | 6,5    | 615          | 1          |
| SU                                | SU                                     | 2,8    | 264          | 0          |
| HSU                               | HSU                                    | 2,4    | 231          | 0          |
| Gesamt                            | Gesamt                                 | 100,0  | 9450         | 19         |
| Wahlbeteiligung                   | Wahlbeteiligung                        | 41,6 % | 41,6 %       | 41,6 %     |

### Bürgermeister
Bei der Wahl des Bürgermeisters und seines Stellvertreters im Mai 2021 waren die Einwohner in Đakovo aufgerufen, ein neues Oberhaupt der Stadt zu wählen. Die Wahlbeteiligung lag bei 41,64 % und der amtierende Stadtchef Marin Mandarić wurde in seinem Amt mit 3.634 Stimmen (38,5 %) bestätigt.

### Wappen
Das Wappen der Stadt Đakovo mit blauem und grünem Hintergrund hat die Form eines stilisierten Schildes, das auf der Unterseite mit einem Halbkreis endet. Im zentralen Teil des Wappens befindet sich die Ansicht der Pfarrkirche Allerheiligen. Links und rechts der Eingangstüre der Kirche befinden sich zwei Figuren mit Heiligenschein. Die rechte Figur hält einen Schlüssel in der rechten Hand und ein Buch in der linken. Die linke Figur hält ein Schwert in der rechten Hand und ebenfalls ein Buch in der linken. Zwischen den Figuren befindet sich ein Fenster in Form eines Kreuzes. Auf der linken und rechten Seite vom Dach des Turms befinden sich zwei sechszackige Sterne.

### Städtepartnerschaften
Đakovo unterhält mit folgenden Städten eine Städtepartnerschaft:
- Kirchenthumbach, Deutschland
- Malgersdorf, Deutschland
- Makarska, Kroatien

## Bevölkerung
| Bevölkerungsentwicklung | Bevölkerungsentwicklung | Bevölkerungsentwicklung | Bevölkerungsentwicklung | Bevölkerungsentwicklung | Bevölkerungsentwicklung | Bevölkerungsentwicklung | Bevölkerungsentwicklung | Bevölkerungsentwicklung | Bevölkerungsentwicklung | Bevölkerungsentwicklung | Bevölkerungsentwicklung | Bevölkerungsentwicklung | Bevölkerungsentwicklung | Bevölkerungsentwicklung | Bevölkerungsentwicklung | Bevölkerungsentwicklung | Bevölkerungsentwicklung |
| ----------------------- | ----------------------- | ----------------------- | ----------------------- | ----------------------- | ----------------------- | ----------------------- | ----------------------- | ----------------------- | ----------------------- | ----------------------- | ----------------------- | ----------------------- | ----------------------- | ----------------------- | ----------------------- | ----------------------- | ----------------------- |
| 1857                    | 1869                    | 1880                    | 1890                    | 1900                    | 1910                    | 1921                    | 1931                    | 1948                    | 1953                    | 1961                    | 1971                    | 1981                    | 1991                    | 2001                    | 2011                    | 2021                    |                         |
| 3078                    | 4085                    | 4442                    | 5159                    | 6375                    | 7344                    | 7716                    | 8526                    | 9522                    | 10225                   | 12744                   | 15987                   | 18105                   | 20317                   | 20912                   | 19491                   | 16875                   |                         |

Bei der Volkszählung der ungarischen Behörden im Jahr 1910 waren von insgesamt 7344 Einwohnern 5575 Kroaten (75,9 %), 1343 Deutsche (18,3 %), 377 Ungarn (5,1 %), 171 Serben (2,3 %), 18 Slowaken (0,2 %) und 145 andere (2,0 %).

## Kultur und Sehenswürdigkeiten
- Die heutige St.-Peter-Kathedrale zu Đakovo wurde im neoromanischen Stil gebaut. Bischof Josip Juraj Strossmayer ließ die Arbeiten in seinem 52. Lebensjahr im Jahr 1866 beginnen. Die Bauarbeiten wurden von Carl Roesner und Friedrich von Schmidt durchgeführt und dauerten bis 1882. Der Dom wurde aus roten Backsteinen und Steinen aus Istrien, Ungarn, Österreich, Italien und Frankreich, errichtet. Das monumentale Wahrzeichen der Stadt ist ein dreischiffiger neoromanischer Bau mit einem Querschiff und einem Altarraum mit Apsisabschluss. Entlang der Hauptfassade erheben sich zwei Glockentürme und eine Kuppel. Der Innenraum ist mit Fresken nach den Vorlagen von Friedrich Overbeck erstellt worden und Anton Seitz sowie Ludwig Seitz wurden mit den Malereien beauftragt.[10]
- Die zweigeschossige Bischofsresidenz befindet sich südlich der Kathedrale. Das Gebäude mit barocken Stilmerkmalen wurde in mehreren Etappen errichtet. Fast der gesamte vordere Teil des Hofes wurde in der Mitte des 18. Jahrhunderts unter Bischof Čolnić erbaut. Der Südflügel neben dem Park wurde von Bischof Emeric Karol Raffay Anfang des 18. Jahrhunderts errichtet. Der Eingang in der Mittelachse wird durch ein Portal betont, das aus Pilastern mit gedrehten Balken und einer von Voluten flankierten Attika besteht. Über der Attika befindet sich eine Nische mit einer Skulptur der Heiligen Jungfrau Maria mit Jesus Christus.[11]
- Das Herrenhaus in der Johannes-Paul-II-Straße und der Luka-Botića-Straße wurde zur zweiten Hälfte des 18. Jahrhunderts erbaut. Das Bauwerk wurde in einem spätbarocken Stil errichtet. Heute befindet sich in dem Gebäude das Strossmayer-Museum.[12]
- Die heutige Pfarrkirche Allerheiligen war zunächst im 16. Jahrhundert während der türkischen Herrschaft eine Moschee. Die Ibrahim-Pascha-Moschee wurde zu Beginn des 18. Jahrhunderts, nachdem die Türken sich auf dem Rückzug befanden, an der Stelle des ehemaligen Minaretts in eine katholische Barockkirche mit einem Glockenturm umgewandelt. Im Jahre 1726 wurde sie zur Pfarrkirche in Đakovo.[13]
- Das Klostergebäude mit der zugehörigen Kirche wurde zwischen 1856 und 1859 im barocken Stil erbaut und ist Teil des Schwesternklosters von Đakovo. Das Gebäude wurde als Erweiterung eines bereits bestehenden, baufälligen und vernachlässigten Bauwerks errichtet.[14]
- Das Museum der Stadt Đakovo wurde 1951 gegründet und behandelt die Geschichte und Entwicklung der Stadt. Das Lipizzaner-Gestüt wurde auf bischöfliches Geheiß auf traditionellem Grundbesitz errichtet und war in der ganzen Donaumonarchie bekannt.
- Jeden Sommer (am ersten Wochenende im Juli) findet außerdem eine Folkloreschau (Đakovački vezovi) statt, wo Trachten aus ganz Kroatien gezeigt sowie Tänze, Lieder und Bräuche vorgeführt werden. Berühmte Opernsänger singen in der Kathedrale und Künstler stellen ihre Werke aus.

## Galerie

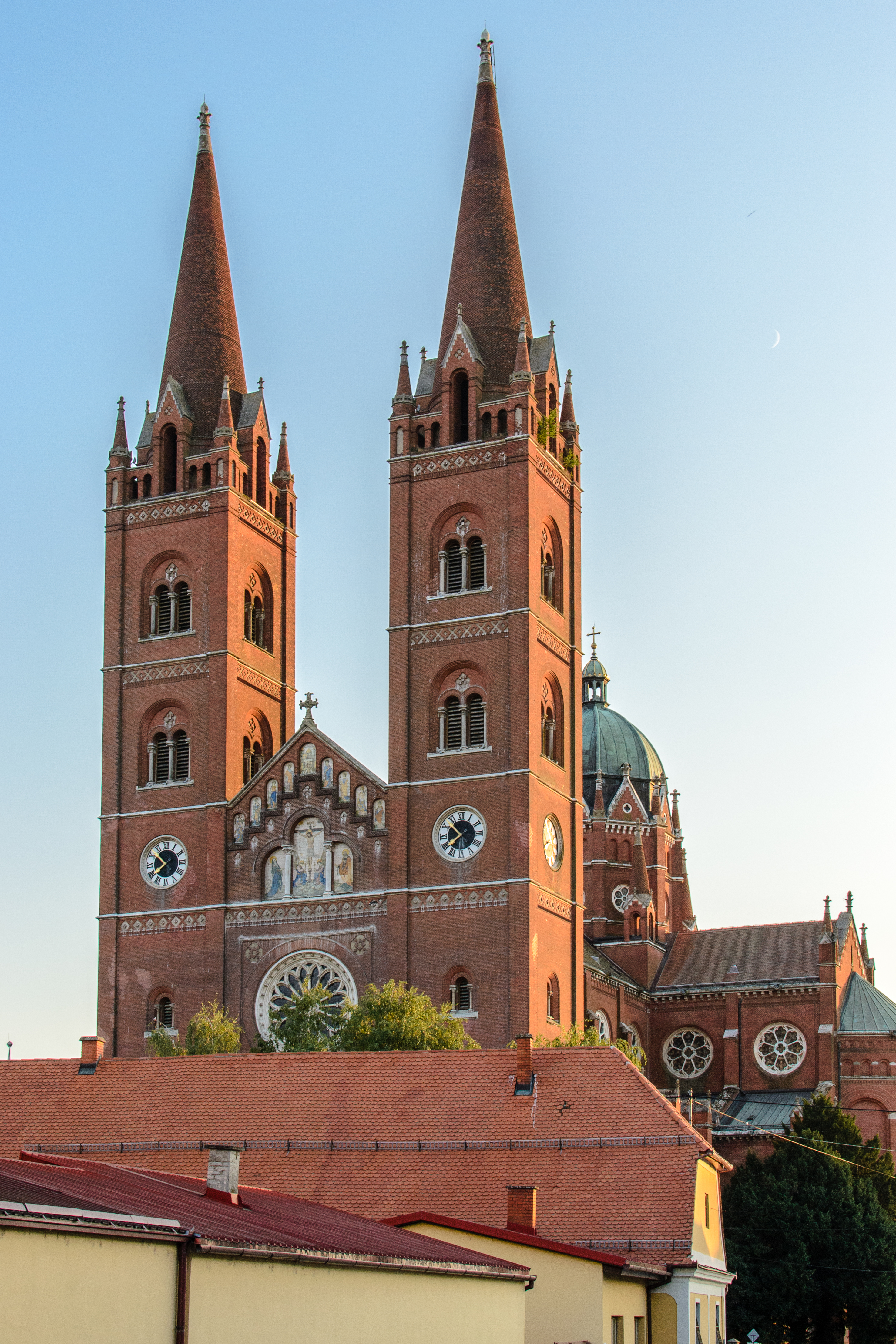
Kathedrale St. Peter
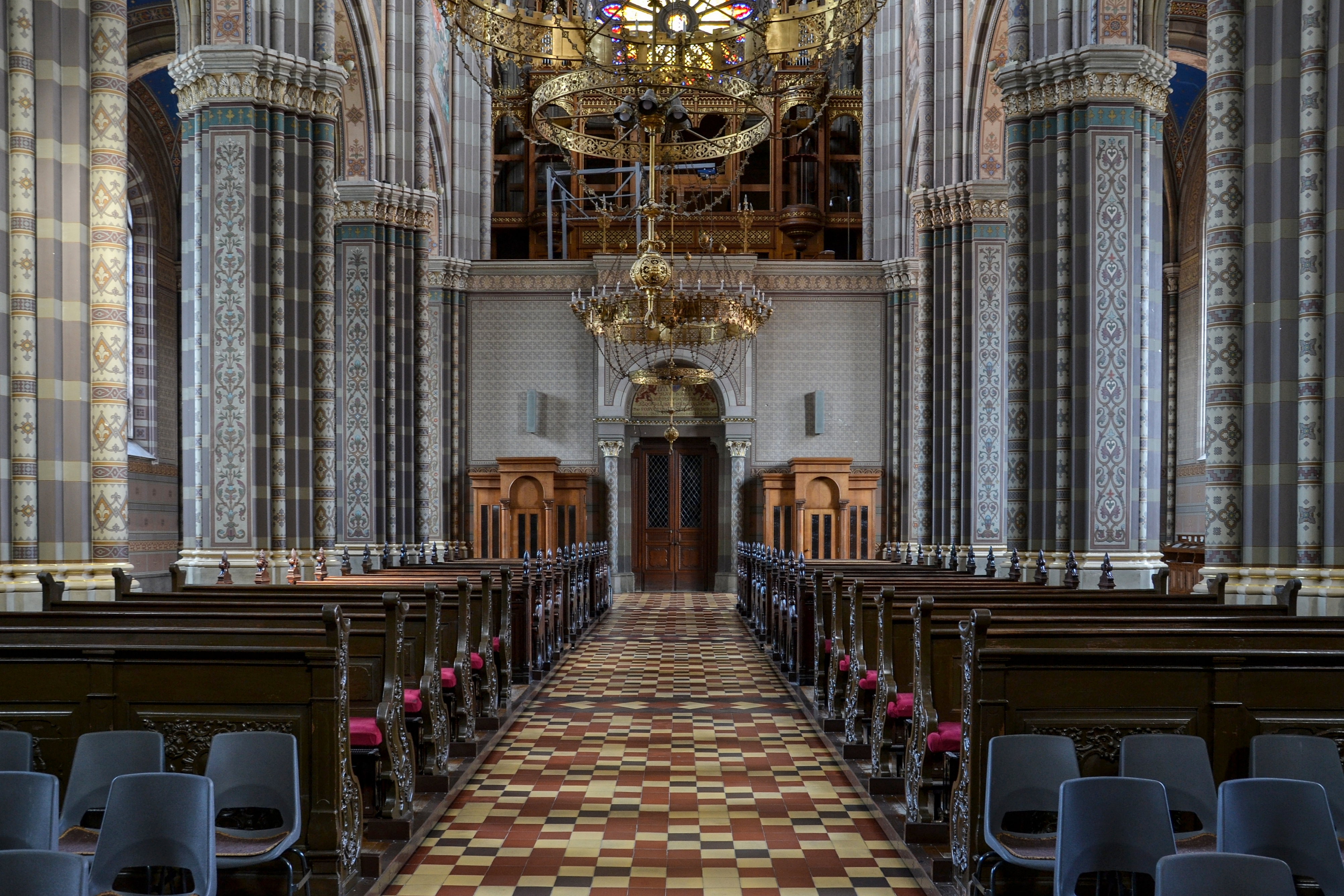
Innenansicht der Kathedrale
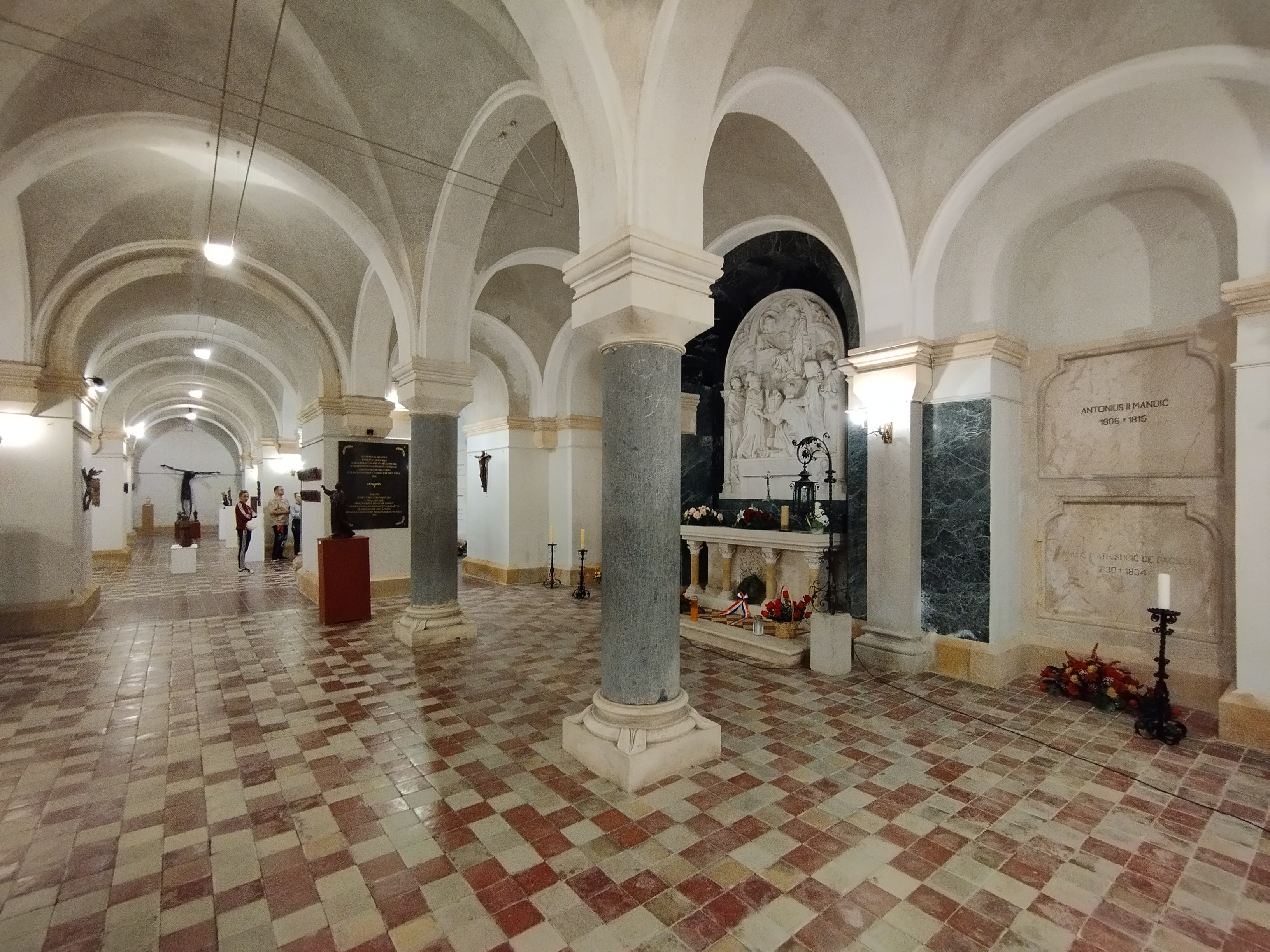
Krypta der Kathedrale
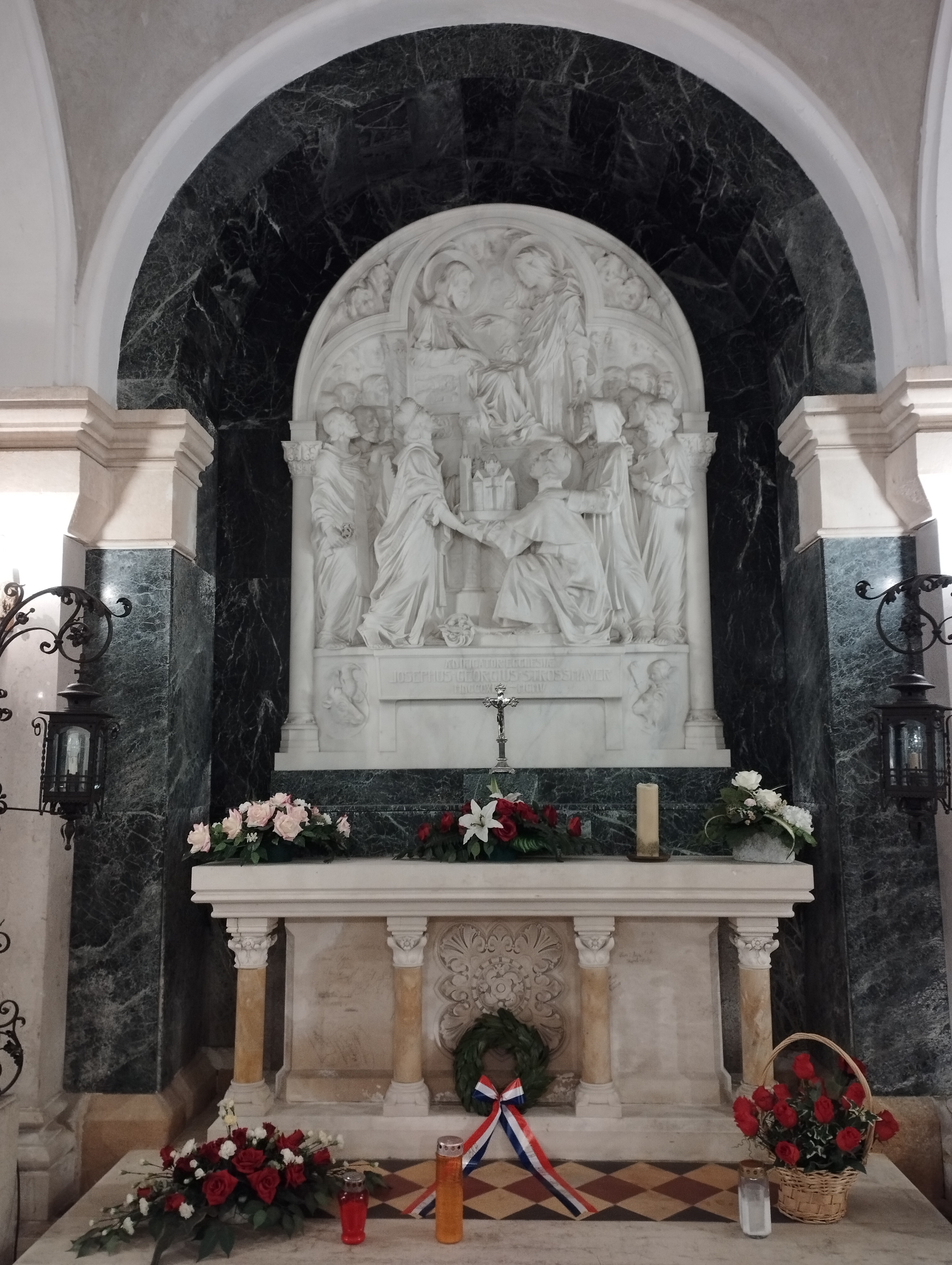
Grabstätte von Bischof Josip Juraj Strossmayer
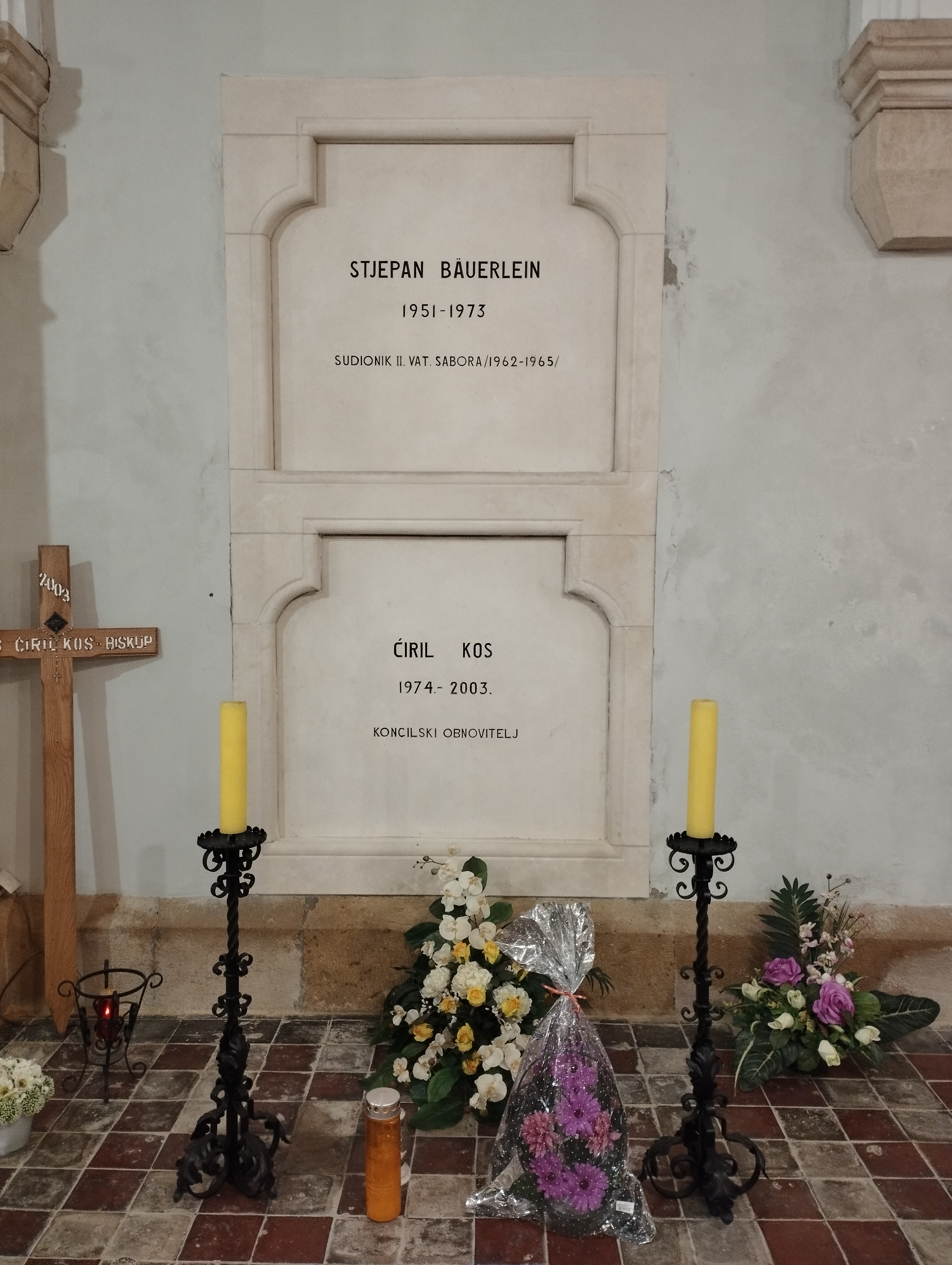
Grabstätte von Stjepan Bauerlein und Ćiril Kos
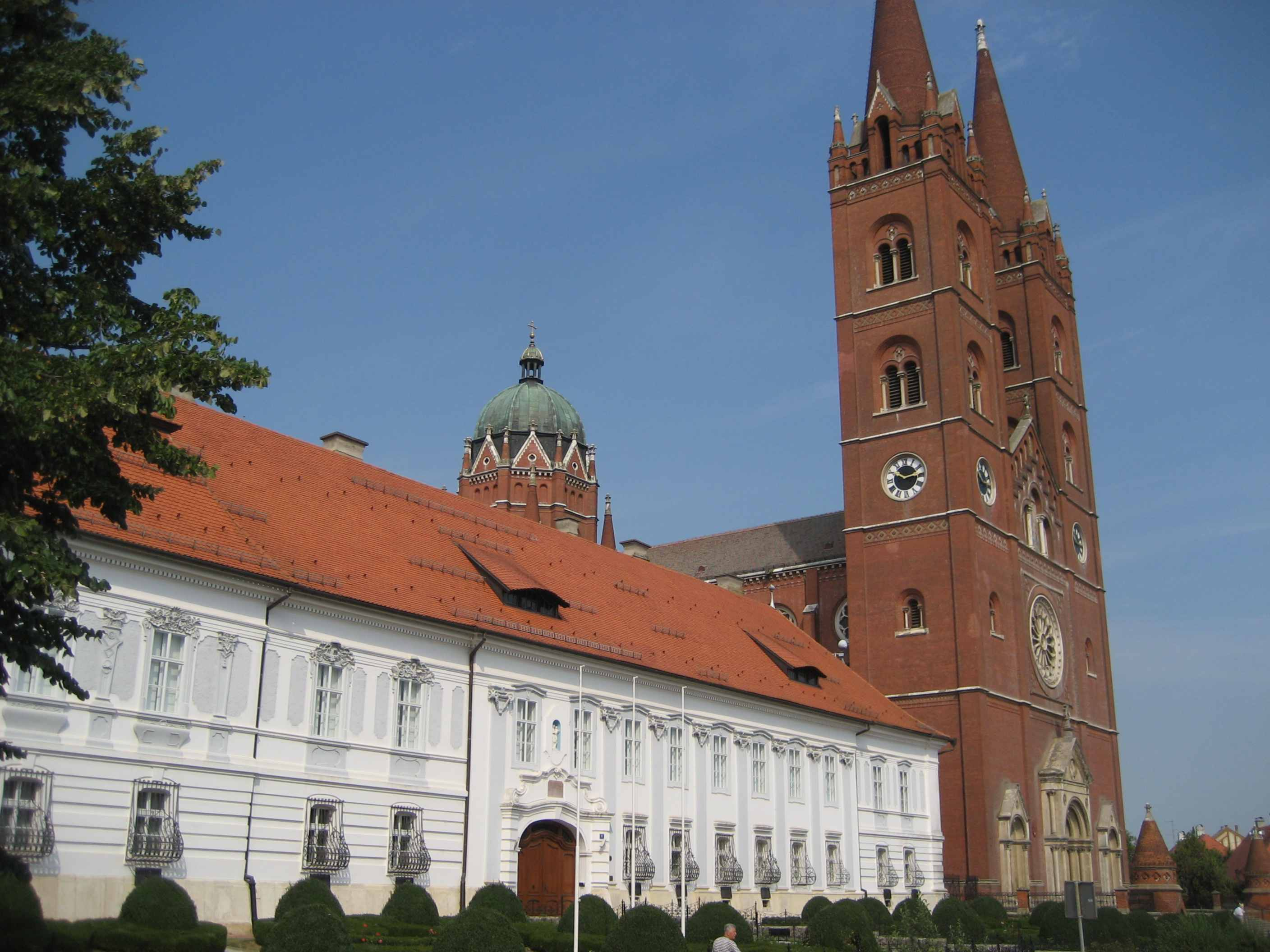
Bischofsresidenz mit Kathedrale in Đakovo
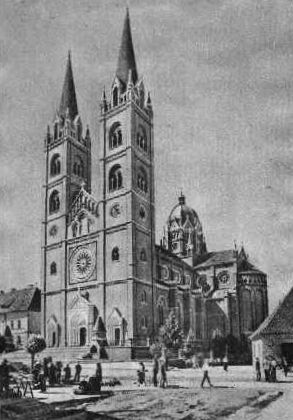
Kathedrale Sveti Petar
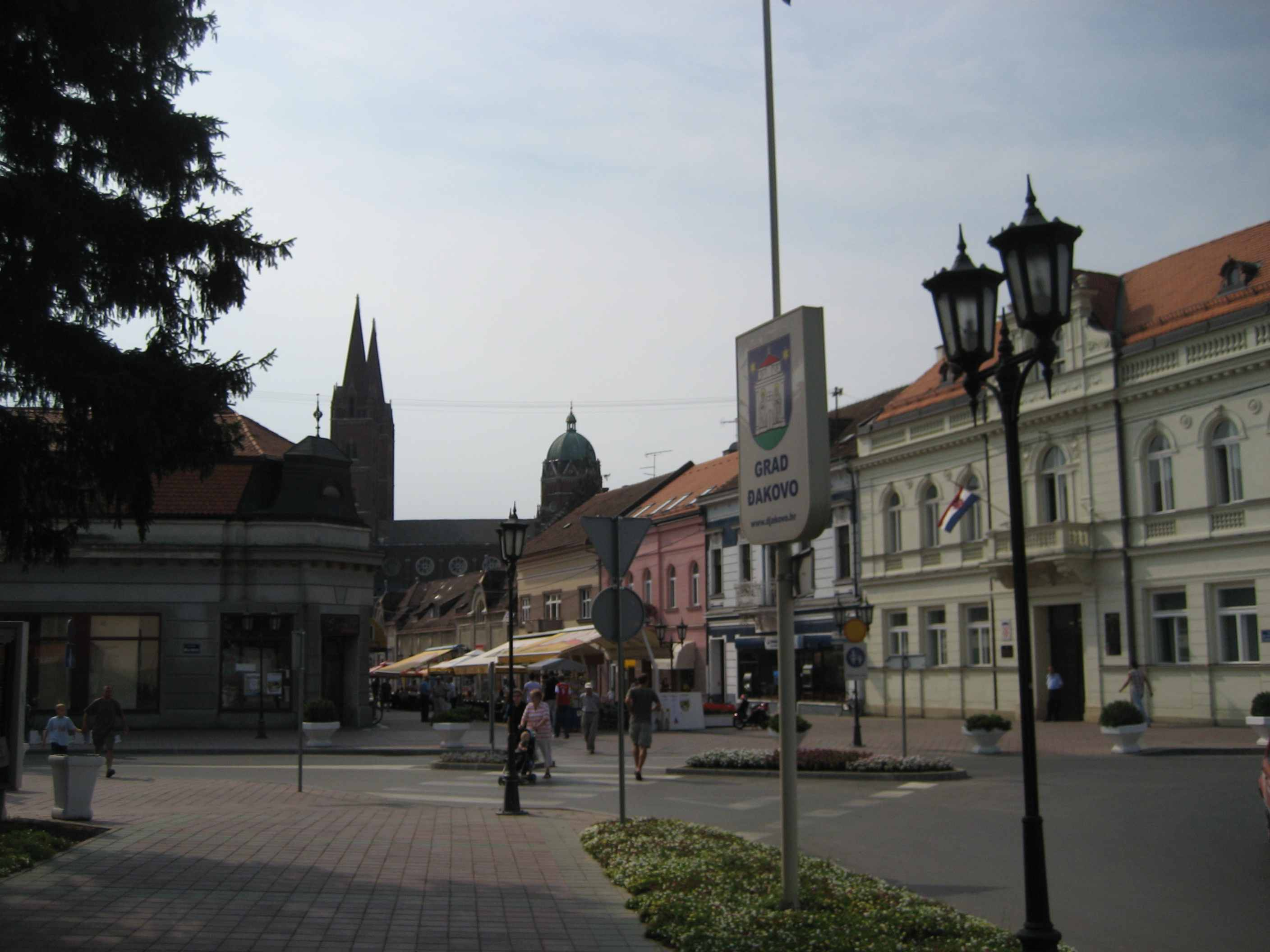
Marktplatz von Đakovo
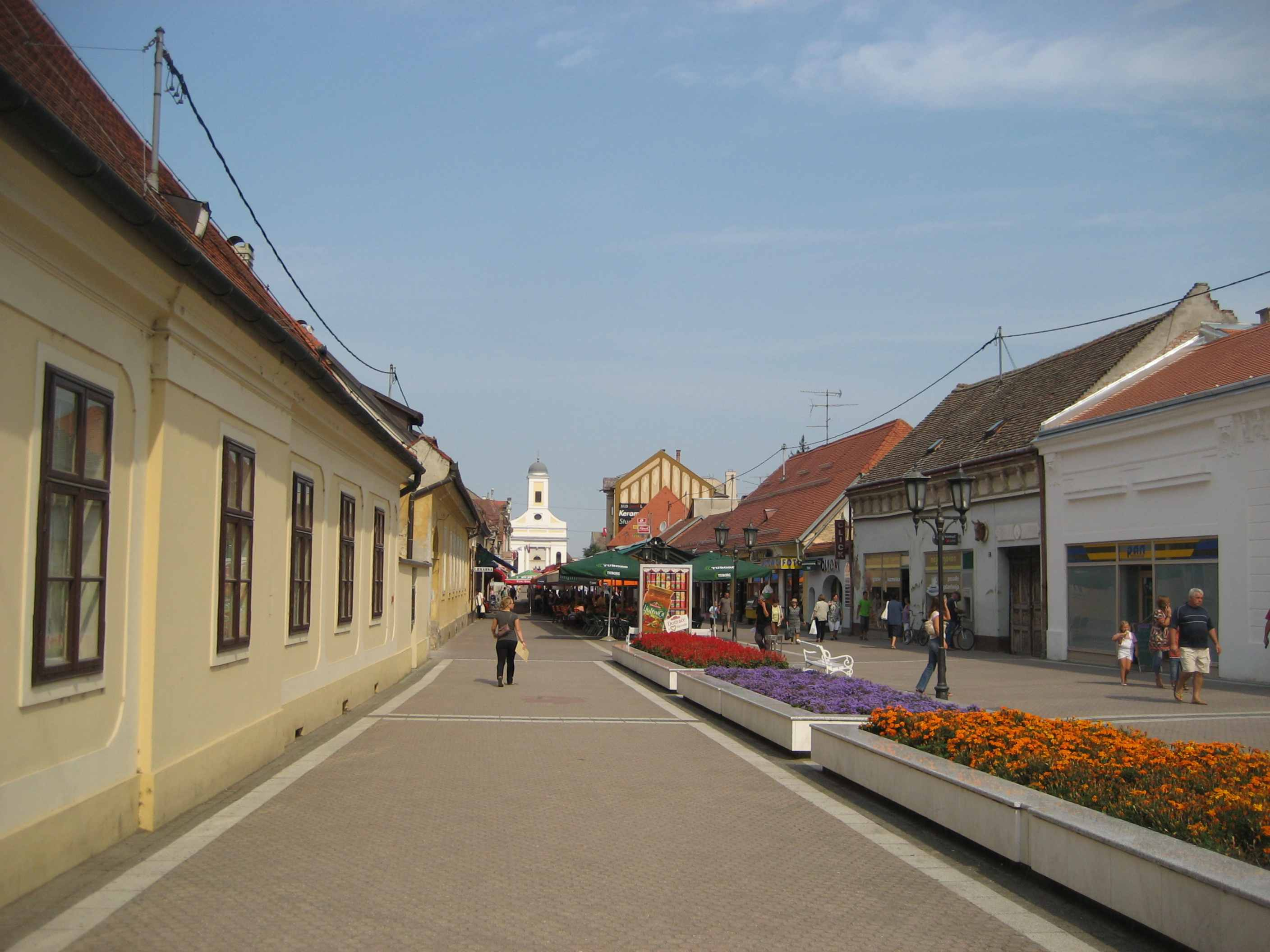
Fußgängerzone
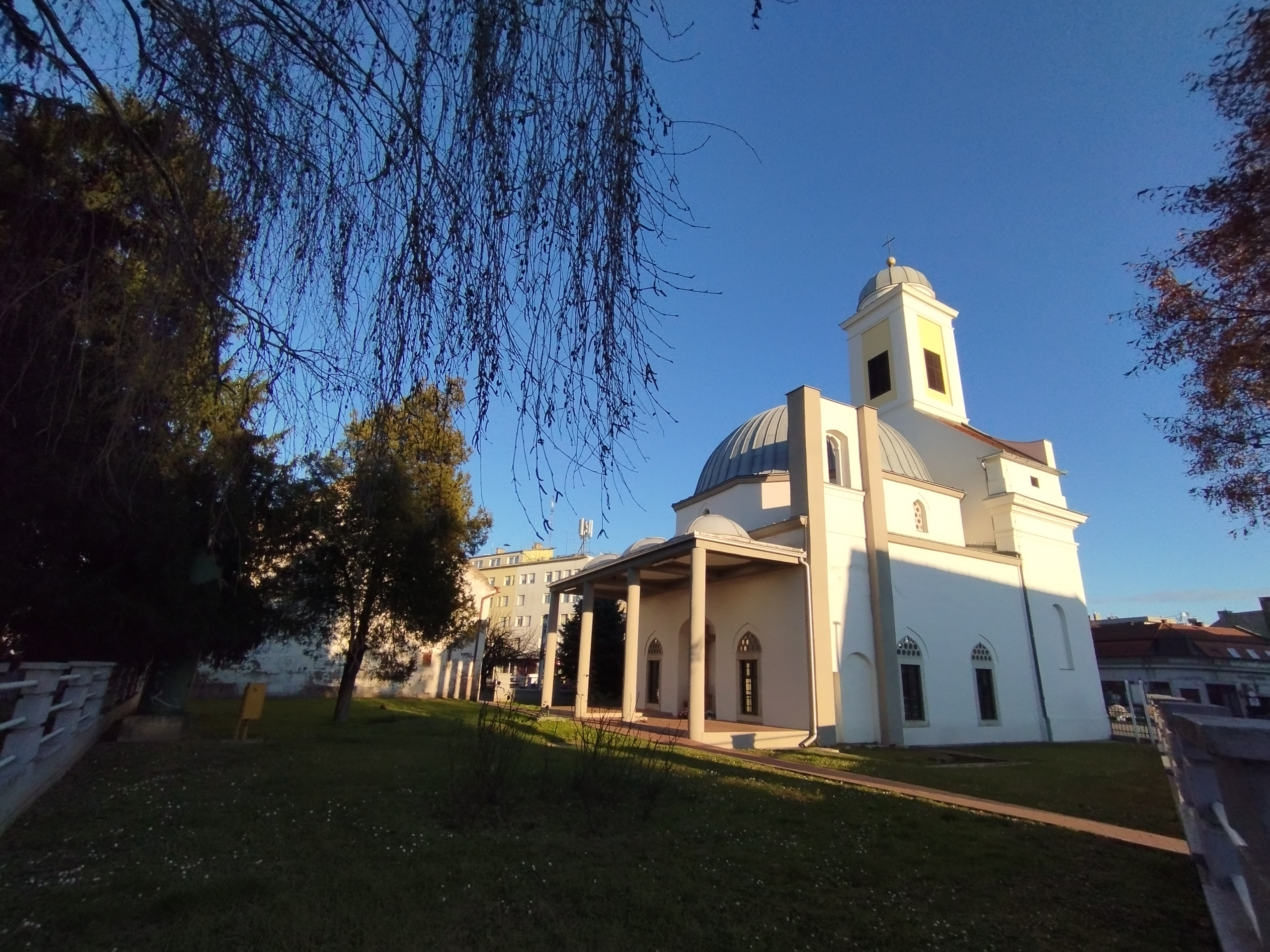
Allerheiligenkirche in Đakovo
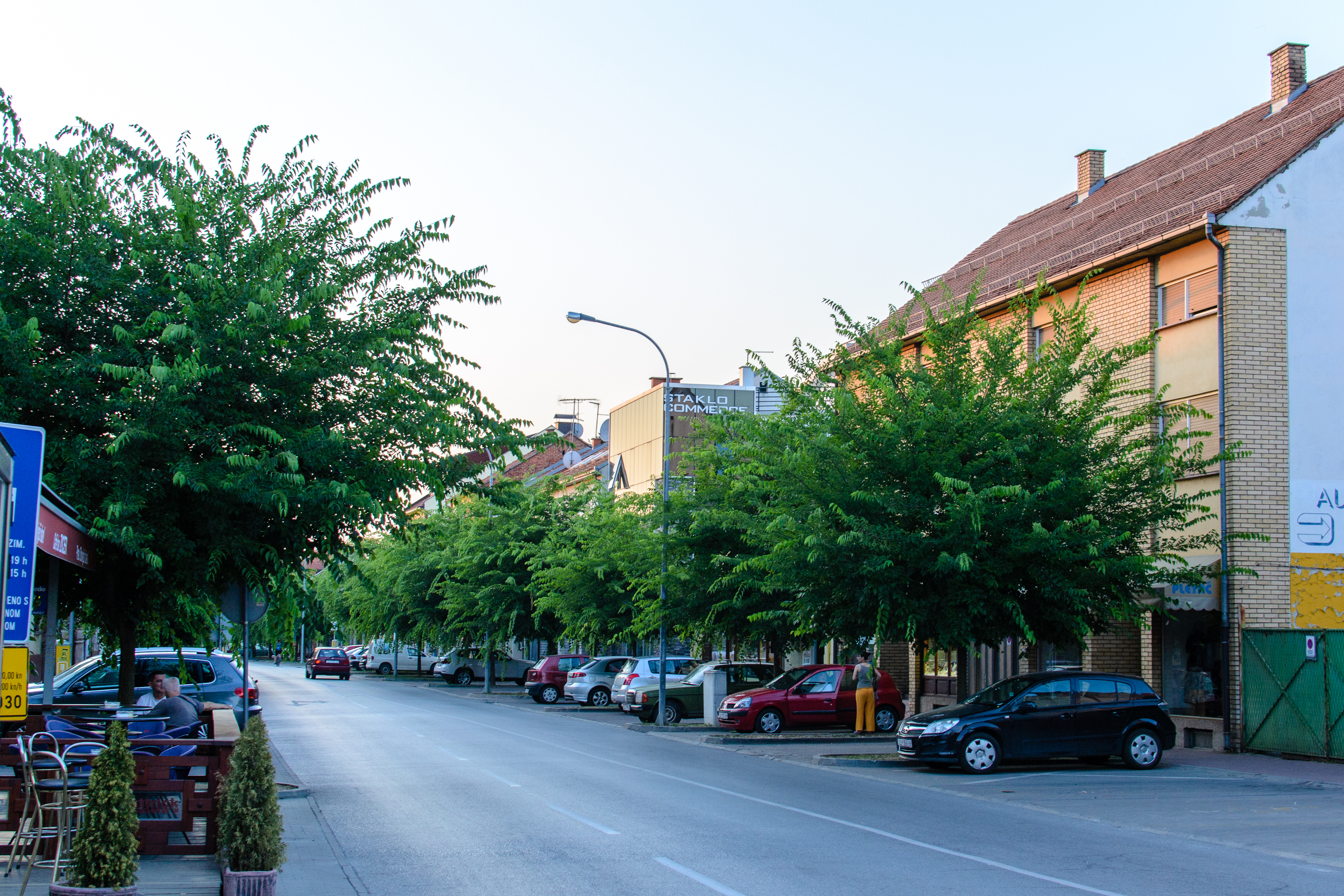
Stadtansicht
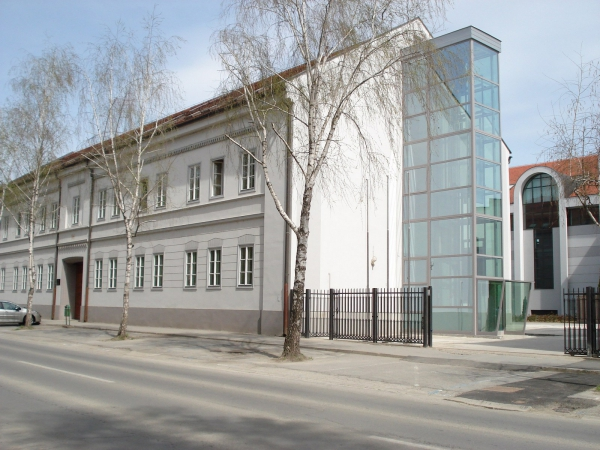
Hochschule
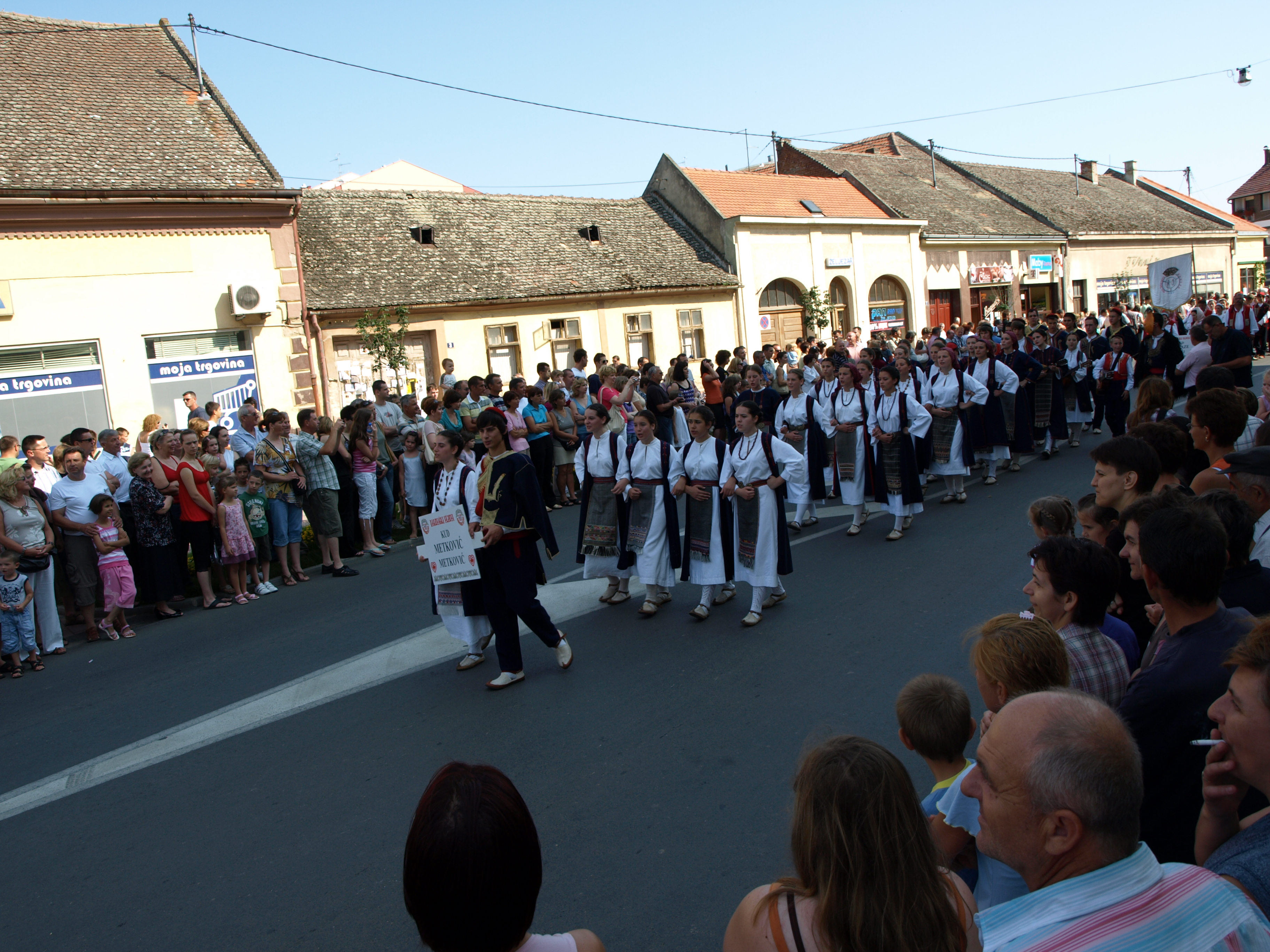
Folklorefest Đakovački vezovi
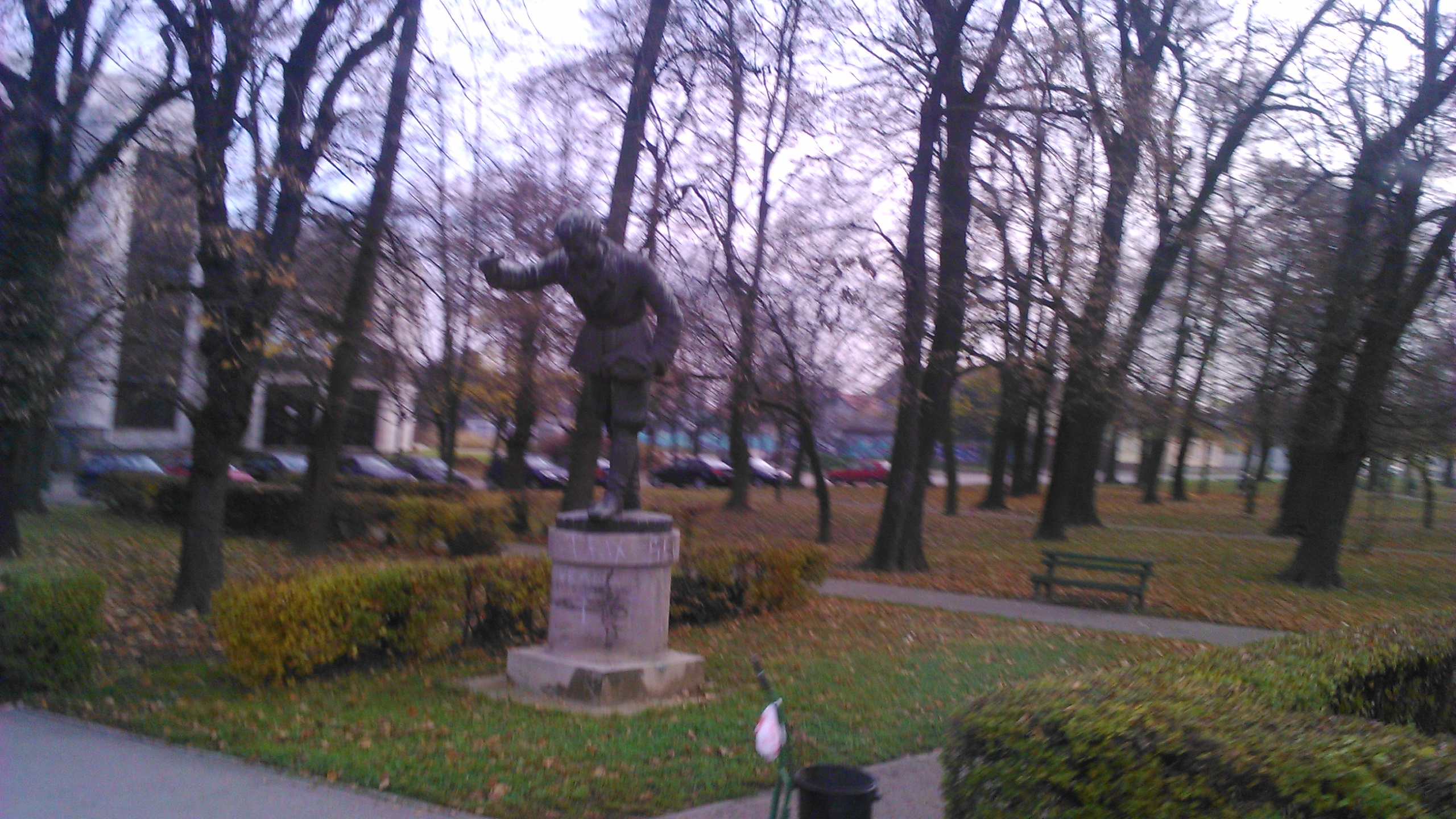
Skulptur von Ivo Lola Ribar
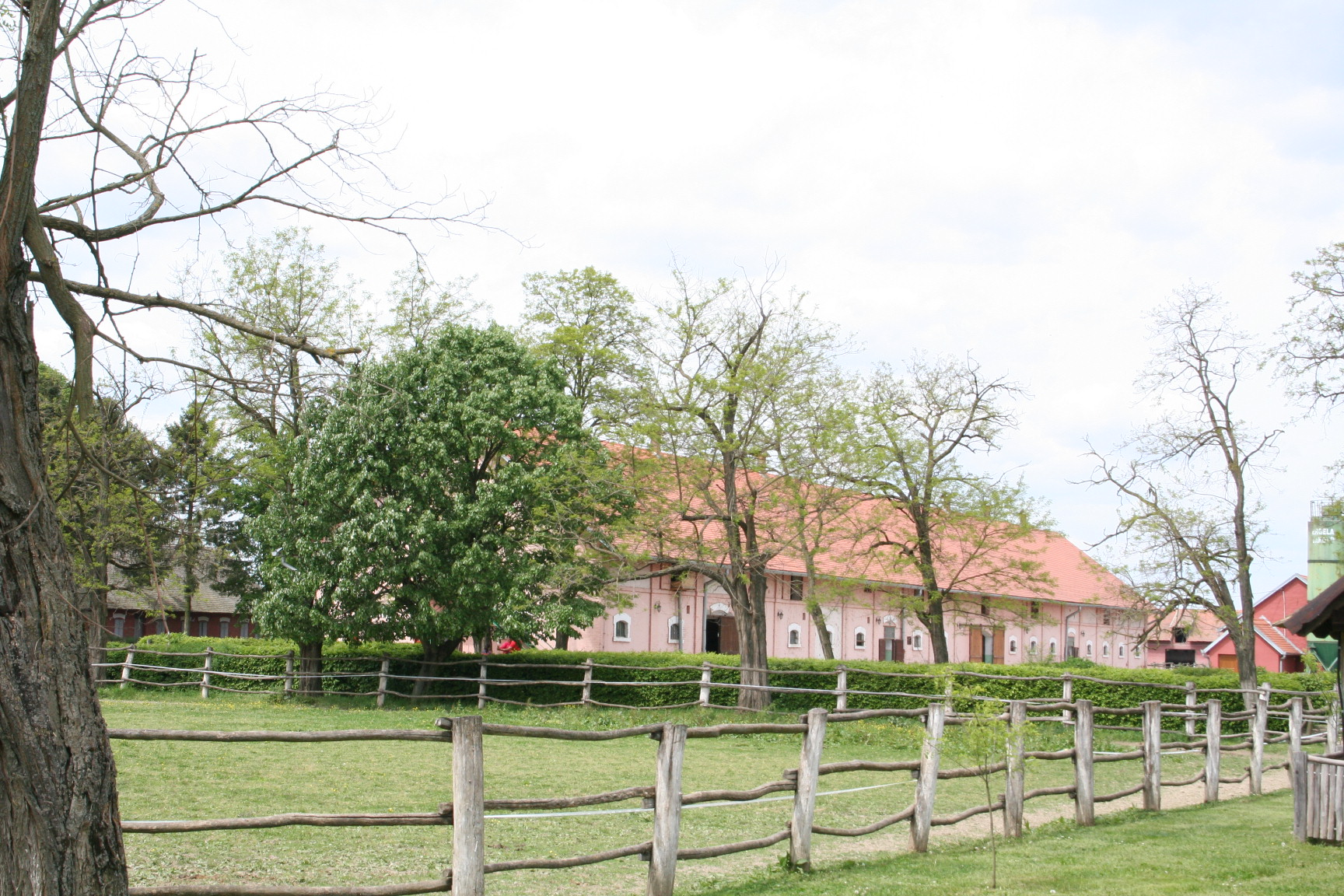
Lipizzanergestüt
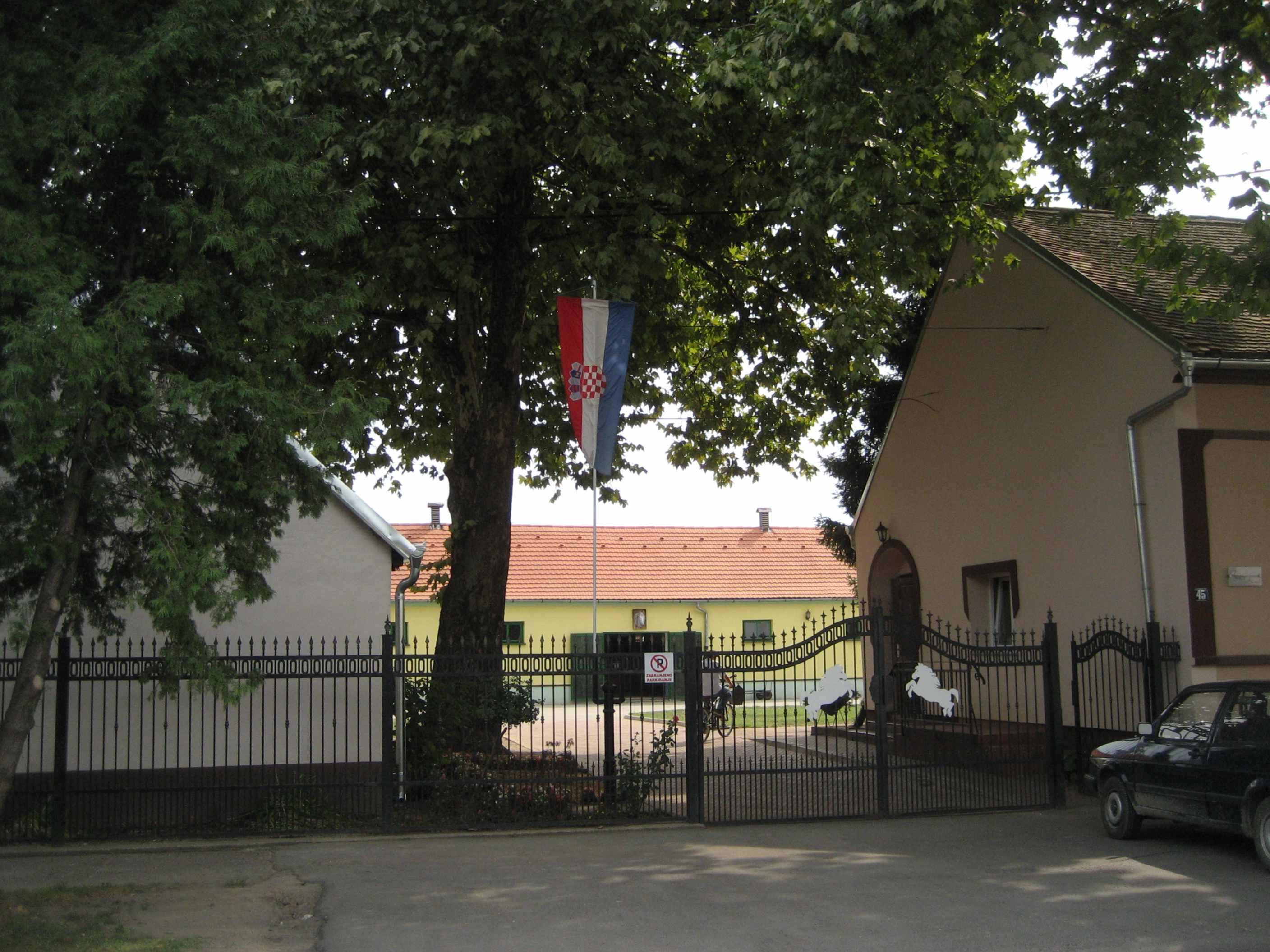
Eingang zum Lipizzanergestüt

## Wirtschaft
Hauptsächlich landwirtschaftliche Industrie (Mühlen, Silos, Konserven); das Weinanbaugebiet am Mandičevac-Trnava (Bischofswein) sowie eine Ziegelei.

## Bildung
Đakovo verfügt über drei Grundschulen, drei Gymnasien sowie eine Katholisch-Theologische Fakultät.

## Sport
Von den zahlreichen Teamsportarten hebt sich am meisten der Handballklub „RK Đakovo“ hervor, einer der wenigen Handballklubs, der an allen kroatischen Handballmeisterschaften teilgenommen hat.
Bekannt ist auch der Basketballklub „KK Đakovo“, der in der 2. Liga spielt, und die Fußballklubs „NK Croatia Đakovo“ und „NK Đakovo“, die sich in der 3. Liga befinden.

## In der Stadt geboren
- Jadranko Prlić (* 1959), ehemaliger bosnisch-herzegowinischer Politiker und Kriegsverbrecher
- Miroslav Bičanić (* 1969), Fußballspieler
- Marija Kolak (* 1970), Betriebswirtin, Präsidentin des Bundesverbands der Deutschen Volksbanken und Raiffeisenbanken, Mitglied des Vatikanischen Wirtschaftsrates
- Josip Tadić (* 1987), Fußballspieler
- Domagoj Duvnjak (* 1988), Handballspieler
- Robert Markotić (* 1990), Handballspieler
- Kristian Pilipovic (* 1994), österreichischer Handballspieler
- Mateja Bulut (* 1992), Fußballspielerin